# Tinta Francisca
Tinta Francisca ist eine rote Rebsorte. Sie wird im Norden Portugals in den Bereichen Beira Litoral, Beira Interior und Trás-os-Montes kultiviert. In geringem Umfang wird sie auch in Südafrika angebaut. Ihre Herkunft ist noch unklar. Sie soll vom Iren James Archibold aus Frankreich auf die Quinta de Roriz (zwischen Pinhão und Tua am Douro gelegen) gebracht worden sein. Eine erste Vermutung, dass es sich um den Pinot Noir handele, erwies sich als falsch. Kleinere Anpflanzungen sind auch in Südafrika bekannt. Die Sorte treibt spät aus und erbringt eher leichte Rotweine mit kräftiger Süße und wenig Charakter. Sie ist eine der Sorten, wenn auch der weniger wichtigen, für den Portwein.
Eine DNA-Analyse zeigte eine nähere Verwandtschaft zur portugiesischen Rebsorte Tinto Cão.
Synonyme: Tinta de Franca, Tinta Franceza.